# Varian Pasquet
Varian Pasquet, född 29 juli 1999, är en fransk rugbyspelare. Han ingick i det franska lag som tog guld i sjumannarugby vid OS 2024 i Paris.